# 5×2
5×2 هو فيلم رومانسي درامي فرنسي تم إنتاجه في سنة 2004 وهو من إخراج وتأليف فرانسوا أوزون وبطولة فالريا بروني تيديسكي وستيفان فرايس، يتكلم الفيلم عن قصة زواج وطلاق شابين بعد زواجهم لخمس سنوات.

## القصة
يتكلم الفيلم عن قصة حب زوجين فرنسيين جيل (ستيفان فرايس) وماريون (فاليريا بروني تيديسكي) منذ بدايتها إلى نهايتها، عبر خمس سنوات، وعبر خمس لحظات، الأولى هي لحظة الطلاق، وآخر مرة يمارسان فيها الجنس بدون حب، ولحظة ميلاد طفلهما (نيكولاس) مع غياب جيل عن لحظات الولادة، ولحظة زواجهما في أحد الفنادق، وأخيرا لحظة لقائهما في منتجع إيطالي وبداية قصة حبهما. جزء من قصة هذا الفيلم مستوحاة من الفيلم تو فريندس الذي تم إنتاجه في سنة 1986 والذي كان من إخراج جين كامبيون.

## البطولة
- فالريا بروني تيديسكي بدور ماريون
- ستيفان فرايس بدور جيل
- جيرالدين بيلهاس بدور فاليري
- فرانسواز فابيان بدور مونيكي
- مايكل لونسديل بدور برنارد

## وصلات خارجية
- 5×2 على موقع IMDb (الإنجليزية)
- 5×2 على موقع ميتاكريتيك (الإنجليزية)
- 5×2 على موقع روتن توميتوز (الإنجليزية)
- 5×2 على موقع نتفليكس (الإنجليزية)
- 5×2 على موقع قاعدة بيانات الأفلام العربية
- 5×2 على موقع ألو سيني (الفرنسية)
- 5×2 على موقع Turner Classic Movies (الإنجليزية)
- 5×2 على موقع أول موفي (الإنجليزية)
- 5×2 على موقع بوكس أوفيس موجو (الإنجليزية)
- 5×2 على موقع فيلمافينيتي (الإسبانية)
- 5×2 على قاعدة بيانات الأفلام على الإنترنت